# Deux-Jumeaux
Deux-Jumeaux – miejscowość i gmina we Francji, w regionie Normandia, w departamencie Calvados.
Według danych na rok 1990 gminę zamieszkiwało 78 osób, a gęstość zaludnienia wynosiła 19 osób/km² (wśród 1815 gmin Dolnej Normandii Deux-Jumeaux plasuje się na 808. miejscu pod względem liczby ludności, natomiast pod względem powierzchni na miejscu 957.).